# Helophora tunagyna
Helophora tunagyna är en spindelart som beskrevs av Chamberlin och Ivie 1943. Helophora tunagyna ingår i släktet Helophora och familjen täckvävarspindlar. Inga underarter finns listade i Catalogue of Life.